# Ura-nagaone
Ura-nagaone är en bergstopp i Antarktis. Den ligger i Östantarktis. Norge gör anspråk på området. Toppen på Ura-nagaone är 2 245 meter över havet.
Terrängen runt Ura-nagaone är platt österut, men västerut är den kuperad. Trakten är obefolkad. Det finns inga samhällen i närheten. 